# Николай Огарков
Никола̀й Васѝлиевич Ога̀рков (на руски: Никола̀й Васѝльевич Ога̀рков) е съветски военачалник, маршал на Съветския съюз (1977 г.). Началник на Генералния щаб на Въоръжените сили на СССР от 1977 до 1984 г.
Роден е на 30 октомври 1917 г. в с. Молохово, Тверска област. В Червената армия е от 1938 г. Завършва Военно-инженерната академия „В.В. Куйбишев“.
Началото на Втората световна война заварва Николай Василиевич на строителството на укрепения район на река Ломжа, на длъжността полкови инженер на 1-ви стрелкови полк от 17-а стрелкова дивизия на Западния фронт.
От септември 1941 до февруари 1942 г. служи като старши инженер по фортификация в инженерното управление на Карелския фронт, а после като полкови инженер в 289-а стрелкова дивизия (при повторното ѝ сформиране) и бригаден инженер на 61-ва морска стрелкова бригада. От декември 1942 г. Огарков е помощник-началник щаб на инженерните войски на 32-ра армия, от август 1943 г. е помощник-началник в оперативния отдел на щаба на инженерните войски на Карелския фронт. От май 1944 г. е дивизионен инженер на 122-ра стрелкова дивизия на Карелския, от ноември – на 2-ри Украински, а след това и на 3-ти Украински фронт.
След войната Огарков последователно е помощник и старши помощник-началник щаб на инженерните войски на армиите в Прикарпатския военен окръг (от октомври 1945 до януари 1946 г.) и заместник-началник на отдел „Инженерно управление“ на Приморския военен окръг (от февруари 1947 г.). От септември 1948 г. е назначен за старши офицер в отдела, а от януари 1949 г. Николай Огарков е началник-отдел „Щабно управление“ към главнокомандващия войските в Далечния изток. От май 1953 г. е назначен за началник на оперативния отдел, а от ноември 1955 г. – за началник на оперативното управление и заместник началник-щаб на Далекоизточния военен окръг.
През 1957 г. на Огарков е присвоено званието генерал-майор и е изпратен да учи във Военната академия на Генералния щаб. След завършването ѝ е назначен за командир на 20-а гвардейска мотострелкова дивизия в Групата съветски войски в Германия.
През декември 1961 г. е назначен за началник-щаб на Беларуския военен окръг. През годините 1965 – 1968 е командир на войските на Приволжкия военен окръг.
От март 1974 до януари 1977 г. е заместник-министър на отбраната на СССР и председател на Държавната техническа комисия на СССР. На 8 януари 1977 г. армейски генерал Огарков е назначен за началник на Генералния щаб на Въоръжените сили на СССР и първи заместник-министър на отбраната. На 14 януари му е присвоено и званието маршал на Съветския съюз.
Огарков става широко известен и на Запад, след като през 1983 г. се появява по телевизията с отчет за инцидента с южнокорейския „Боинг“ през септември.
През 1984 г. е уволнен от Константин Черненко заради поддръжката на тезата за отделяне на по-малко пари за потребителски стоки и повече за въоръжение и военни разработки. Огарков е назначен за главнокомандващ на войските на Западното направление. В периода 1988 – 1992 г. служи като генерален инспектор в групата генерални инспектори към Министерството на отбраната на СССР. През 1992 г. е назначен за съветник към Министерството на отбраната на Руската федерация.
Предимно на него се приписва признанието, че превъзходството на САЩ в информационните технологии през 70-те години е довело до военно-техническа революция.
Николай Василиевич Огарков умира на 23 януари 1994 г. Погребан е в Новодевичето гробище в Москва.

## Награди
- Ленинска премия (1981 г.)
- Герой на Съветския съюз (28 октомври 1977 г.)
- Два ордена „Ленин“
- Орден „Октомврийска революция“
- Орден „Червено знаме“
- Орден „Суворов“ – I степен
- Два ордена „Велика Отечествена война“ – I степен
- Орден „Велика Отечествена война“ – II степен
- Два ордена „Червена звезда“
- 17 медала и 37 чуждестранни награди